# جائزة ألمانيا الكبرى 1997
جائزة ألمانيا الكبرى 1997 هو سباق فورمولا 1 أقيم بتاريخ 27 يوليو 1997 في حلبة هوكنهايم، بادن-فورتمبيرغ، ألمانيا. كان العاشر من أصل 17 في بطولة العالم لسباقات الفورمولا واحد موسم 1997. حصل النمساوي غيرهارد بيرغر على المركز الأول بينما جاء الألماني مايكل شوماخر ثانيا والفنلندي ميكا هاكينن ثالثا.